# この先へ!/カラフルミラクルディスカバリー
「この先へ！ / カラフルミラクルディスカバリー」（このさきへ！ / カラフルミラクルディスカバリー）は、天晴れ！原宿の1枚目のインディーズシングル。2017年4月25日にTAKENOKO Musicから発売された。

## 概要
- 2017年1月29日のHMVエソラ池袋店を皮切りに、各地でリリースイベントが開催された[1]。
- 当時のメンバーは、朝比奈れい、中江さき、青木りさ、成実みく、天月ゆり、東雲しのの6名。
- A盤とB盤があり、5曲目の収録曲がA盤は「この先へ！ (Yunomi Remix)」、B盤は「カラフルミラクルディスカバリー (Yunomi Remix)」が収録されている。

## 収録曲

### A盤
（品番：TAKENOKO-02　JAN：4580341192511）
1. この先へ！　作詞：ミナミトモヤ / 作曲：ミナミトモヤ / 振付：竹中夏海
2. カラフルミラクルディスカバリー　作詞：NOBE / 作曲：KOJI oda / 振付：竹中夏海
3. この先へ！ (Instrumental)
4. カラフルミラクルディスカバリー (Instrumental)
5. この先へ！ (Yunomi Remix)　編曲：Yunomi

### B盤
（品番：TAKENOKO-03　JAN：4580341192528）
1. この先へ！　作詞：ミナミトモヤ / 作曲：ミナミトモヤ / 振付：竹中夏海
2. カラフルミラクルディスカバリー　作詞：NOBE / 作曲：KOJI oda / 振付：竹中夏海
3. この先へ！ (Instrumental)
4. カラフルミラクルディスカバリー (Instrumental)
5. カラフルミラクルディスカバリー (Yunomi Remix)　編曲：Yunomi